# جرج پنجم
جرج پنجم (به انگلیسی: George V) با نام کامل جرج فردریک ارنست آلبرت (به انگلیسی: George Frederick Ernest Albert) (۳ ژوئن ۱۸۶۵ – ۲۰ ژانویه ۱۹۳۶) پادشاه پادشاهی متحد و قلمروهای بریتانیا، امپراتور هند از سال ۱۹۱۰ تا زمان مرگش در سال ۱۹۳۶ بود. او اولین شاه بریتانیا از دودمان وینزر به‌شمار می‌رود.
جرج از دوازده سالگی در نیروی دریایی سلطنتی خدمت می‌کرد. با مرگ غیرمنتظرهٔ برادر بزرگش، شاهزاده آلبرت ویکتور، جرج به عنوان ولیعهد بریتانیا منصوب شد، و سرانجام در سال ۱۹۱۰ پس از مرگ پدرش به پادشاهی رسید.

## سال‌های آغازین و آموزش
جرج در ۳ ژوئن ۱۸۶۵ در مارلبرو هاوس در شهر لندن به دنیا آمد. پدر او شاهزاده ولز بود که بعدها شاه ادوارد هفتم نام گرفت و دومین فرزند ملکه ویکتوریا و شاهزاده آلبرت بود. مادر او الکساندرا، شاهدخت ولز، و بزرگترین دختر پادشاه کریستیان نهم دانمارک بود که بعدها ملکه الکساندرا نام گرفت. بدین ترتیب جرج یکی از نوه‌های پسری ملکه ویکتوریا بود.
او در کلیسای خصوصی کوچکی در قلعه وینزر در روز ۷ ژوئیه ۱۸۶۵ توسط چالرز توماس اسقف کانتربری تعمید داده شد. شاهزاده آلبرت ویکتور برادر بزرگ جرج مقام ولی‌عهدی را بر عهده داشت، و از جرج به عنوان نایب ولی‌عهد انتظار پادشاه شدن نمی‌رفت. اما به خاطر اختلاف سنی کم بین این دو برادر، هر دو به صورت هم‌زمان در دربار بریتانیا به تحصیل مشغول شدند. در سپتامبر ۱۸۷۷ و به توصیه پدر، هر دو برادر به نیروی دریایی سلطنتی ملحق شده، در کشتی اچ‌ام‌اس بریتانیا آموختن فنون نظامی دریایی را آغاز کردند.
هر دو برادر از سال ۱۸۷۹ به مدت ۳ سال در کشتی اچ‌ام‌اس بکنت به عنوان افسر ملوان به خدمت مشغول شدند. برنامه سفر با این کشتی عبارت بود از بازدید از مستعمرات امپراتوری بریتانیا در دریای کارائیب، آفریقای جنوبی و استرالیا، بازدید از ایالت ویرجینیا در آمریکا، بازدید از آمریکای جنوبی، و بازدید از دریای مدیترانه، مصر و خاور دور.

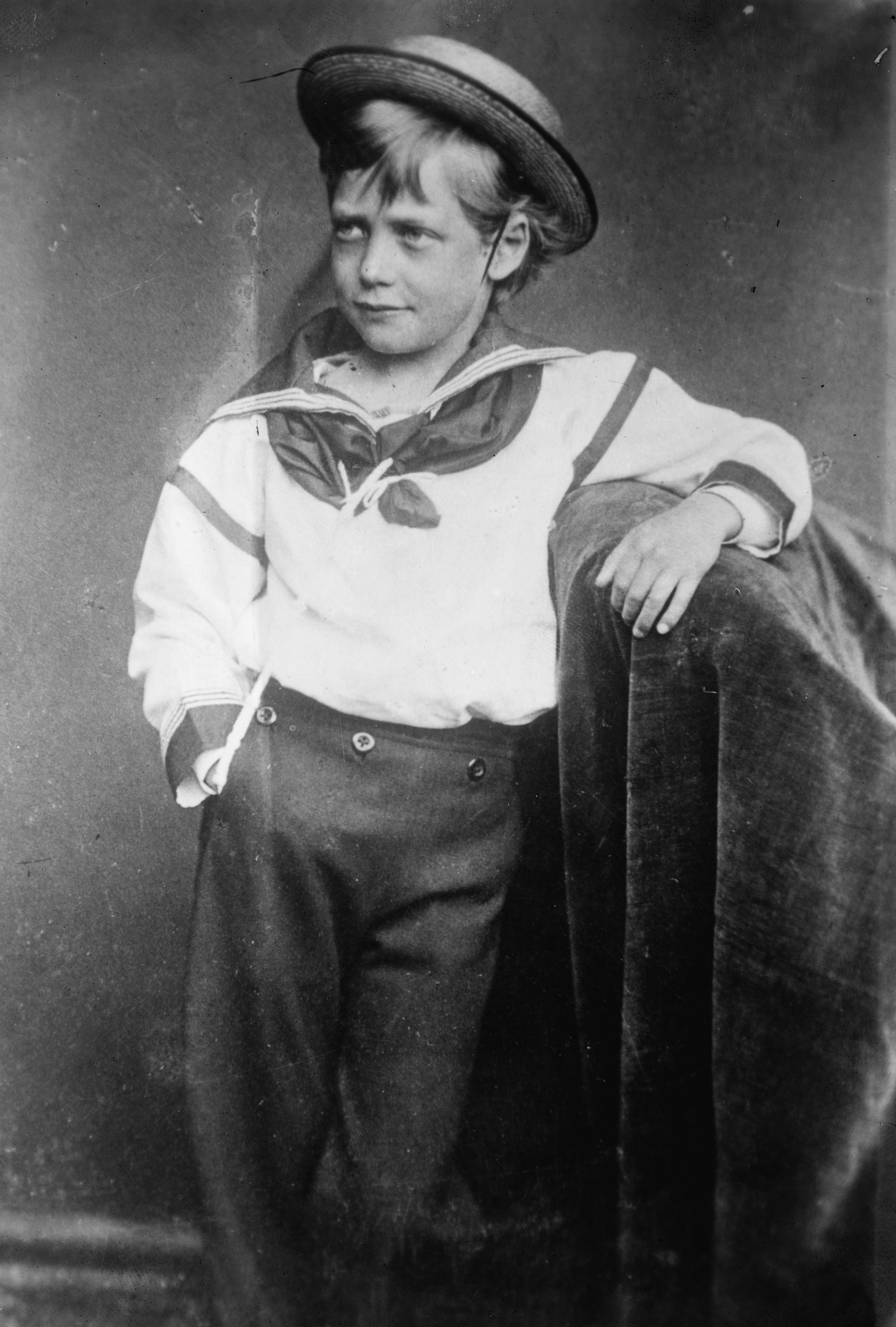
جرج کوچک

## ازدواج

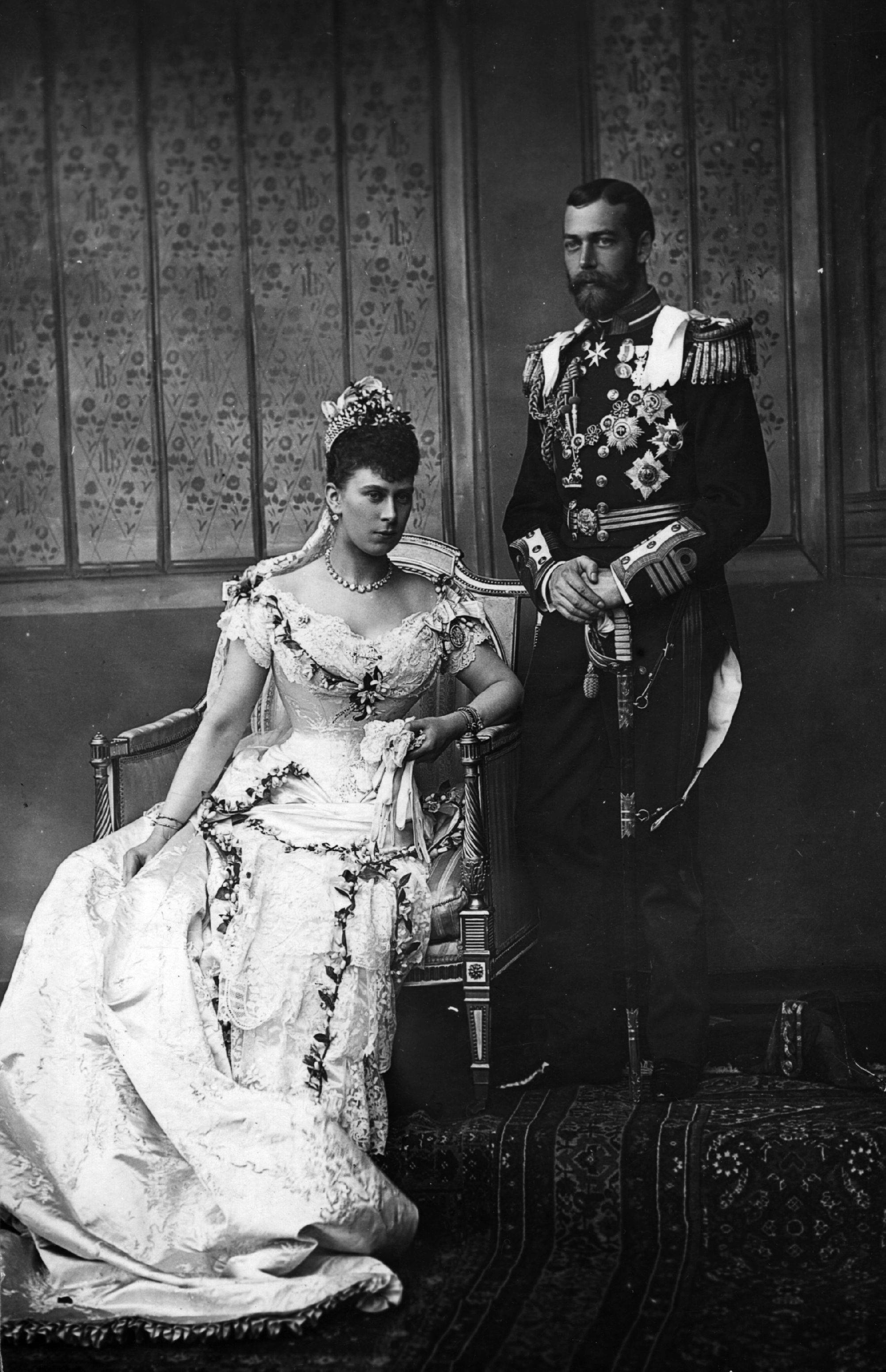
همراه با ماری در روز ازدواجشان

جرج سالهای زیادی تحت فرماندهی عمویش شاهزاده آلفرد، دوک ادینبرا در نیروی دریایی سلطنتی در پایگاه مالت مشغول به خدمت بود. خدمت در نیروی دریایی فرصت آشنایی با دختر عمویش شاهدخت ماری ادینبرا را فراهم کرد و پس از مدتی آندو به هم دل بستند. با این که پدربزرگ، پدر و عمویش با وصلت ایندو موافق بودند، ملکه الکساندرا (مادر جرج) و زن عمویش دوشس بزرگ ماریا الکساندرو ونای روسیه با این وصلت مخالفت کردند. ماری ادینبرا بعدها ملکه کشور رومانی شد. در سال ۱۸۹۱ آلبرت ویکتور برادر بزرگ جرج و شاهدخت ماری ویکتوریا تک تنها دختر فرانسیس، دوک تک و شاهدخت آدلاید کمبریج به نامزدی هم درآمدند. اما آلبرت ویکتور ۶ هفته پس از نامزدی به علت بیماری ذات الریه درگذشت و جرج به جای او به مقام ولیعهدی رسید. به توصیه مادر بزرگش ملکه ویکتوریا، جرج از نامزد برادرش خواستگاری کرد که به ازدواجشان در ۶ ژوئیه ۱۸۹۳ انجامید.

## دوک یورک
در ۲۴ مه ۱۸۹۲ ملکه ویکتوریا، القاب اشرافی دوک یورک، ارل اینورنس و بارون کیلارنی را به جرج اهدا کرد. پس از ازدواج، مری همسر جرج به دوشس یورک، کنتس اینورنس و بارونس کیلارنی ملقب شد.
دوک و دوشس یورک در خانه‌ای به نام یورک کاتج در منطقه نورفولک زندگی می‌کردند. سطح زندگی آن‌ها بیشتر از آنکه سلطنتی باشد به وضع زندگی طبقه متوسط و مرفه بریتانیا شبیه بود. جرج و مری صاحب پنج پسر و یک دختر بودند.

## شاهزاده ولز
در مرگ ملکه ویکتوریا در ۲۲ ژانویه ۱۹۰۱، پدر جرج، آلبرت ادوارد، بر تخت پادشاهی نشست و لقب شاه ادوارد هفتم به او داده شد. در این مدت لقب جرج به دوک کرنوال و دوک رافیسی تبدیل شد. در سال ۱۹۰۱ جرج و ماری مسافرتی به امپراتوری بریتانیا و استرالیا داشت که در آنجا دوک اولین جلسه پارلمان استرالیا را ایجاد کرد. مسافرت آن‌ها شامل آفریقای جنوبی، کانادا و نیوزلند بود.
در ۹ نوامبر ۱۹۰۱، جرج شاهزاده ولز و ارل چستر شد.

## پادشاهی و امپراتوری

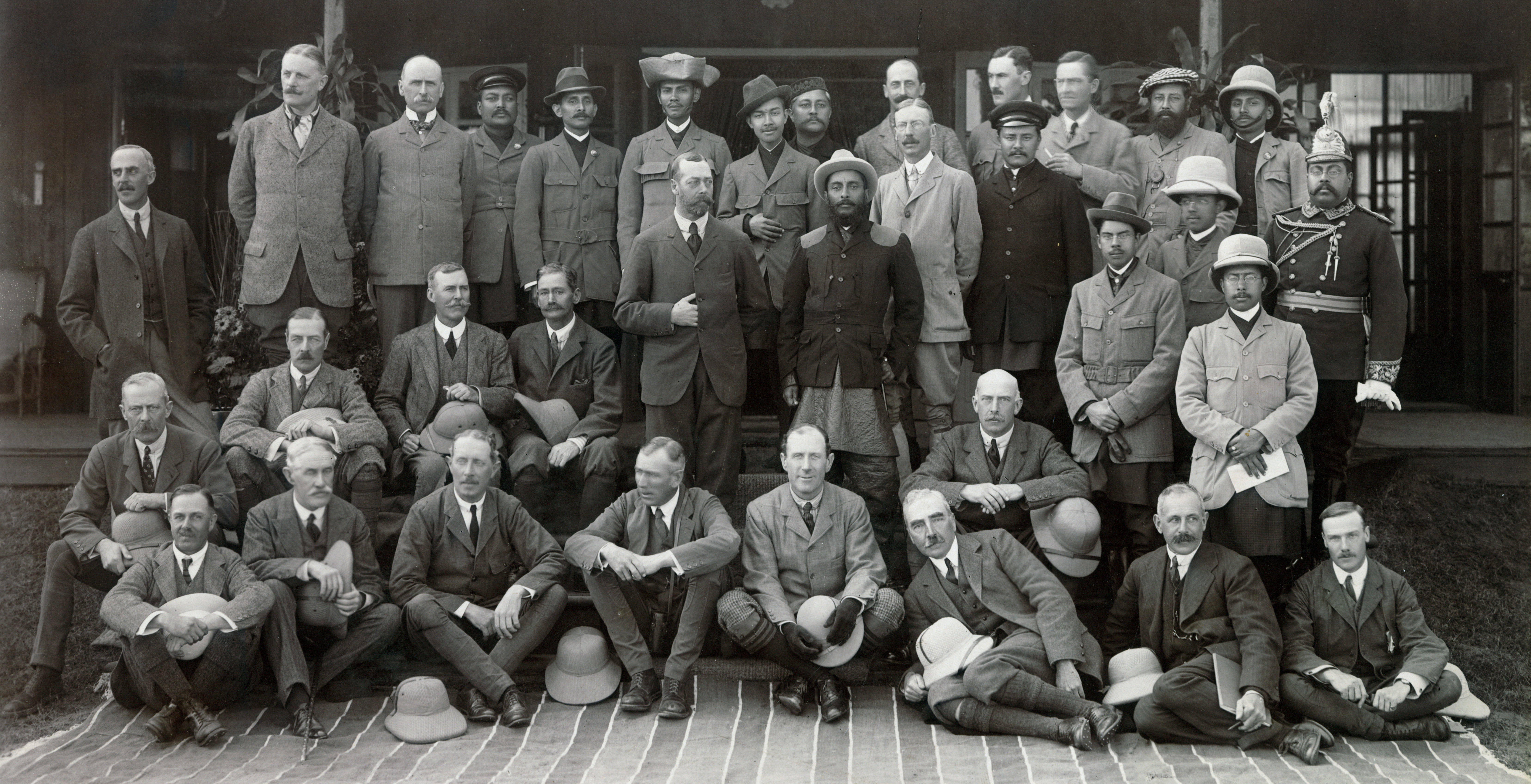
نگاره‌ای به تاریخ ۱۸ دسامبر ۱۹۱۱ از جرج پنجم، پادشاه بریتانیا و ایرلند و قلمروهای بریتانیا و امپراتور هند و تیم همراهان و ملازمانِ درگاه در نپال. در این سفر ۱۰ روزه، جرج پنجم و تیم همراهش، ۳۹ ببر، ۱۸ کرگدن، ۴ خرس و موارد نامعلومی از خارپشت و پلنگ را شکار کردند.

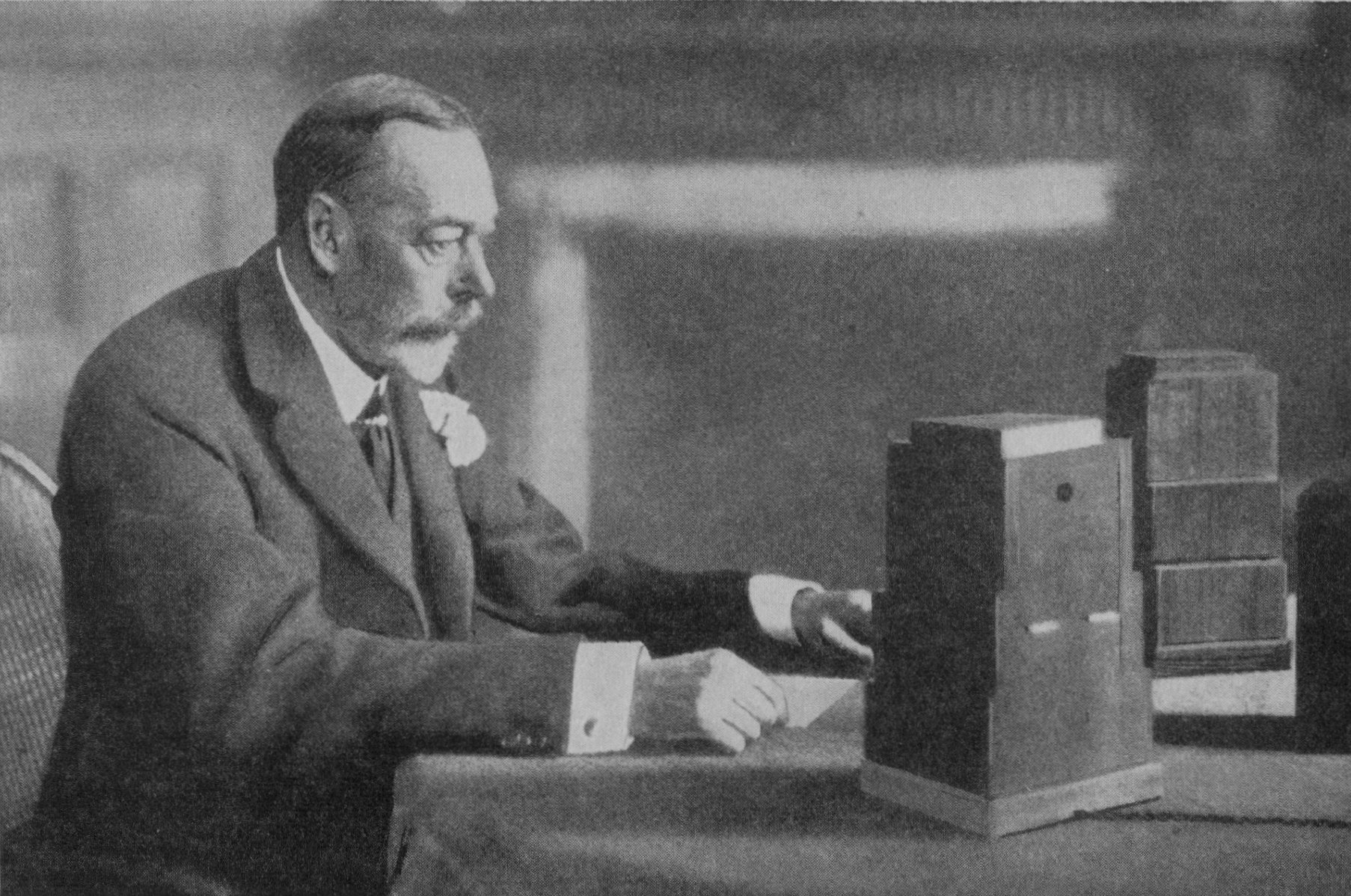
در هنگام تبریک کریسمس ۱۹۳۴

در ۶ مه ۱۹۱۰، شاه ادوارد هفتم فوت کرد و به جای او پسرش که در آن زمان شاهزاده ولز بود، بر تخت سلطنت نشست و به شاه جرج پنجم ملقب شد. جورج در دفتر خاطرات خود دربارهٔ پدرش می‌نویسد:
من بهترین دوست و بهترین پدر را از دست داده‌ام … من در زندگی خود هرگز با او حرف صلیحی نداشتم. من قلبم شکسته و غمگینم از غم و اندوه اما خدا در مسئولیت‌هایم به من کمک خواهد کرد و عزیزم مه مثل همیشه راحتی من خواهد بود. باشد که خداوند در کار سنگینی که بر دوش من است قدرت و هدایت من قرار دهد
جورج هرگز از عادت همسرش برای امضای اسناد و نامه‌های رسمی به عنوان «ویکتوریا مری» خوشش نیامده بود و اصرار داشت که یکی از این نام‌ها را کنار بگذارد. هر دو فکر کردند که نباید او را ملکه ویکتوریا صدا کنند، و بنابراین او ملکه ماری ملقب شد. در اواخر همان سال، یک مبلغ رادیکال، ادوارد میلیوس، دروغی منتشر کرد مبنی بر اینکه جورج در جوانی مخفیانه در مالت ازدواج کرده بود و به همین دلیل ازدواج وی با ملکه ماری اشتباه بود. این دروغ اولین بار در سال ۱۸۹۳ چاپ شد، اما جورج آن را به عنوان یک شوخی کنار کشید. در تلاش برای از بین بردن شایعات، میلیوس دستگیر شد، محاکمه شد و به جرم افترا جنایی محکوم شد و به یک سال زندان محکوم شد.
تاج‌گذاری آن‌ها در کلیسای وست مینستر انجام شد. تاج‌گذاری آن‌ها یک از معروف‌ترین تاج گذاری‌ها در فستیوال امپراتوری بود.
بعد در سال ۱۹۱۱، شاه و ملکه به هند سفر کردند و دربار دهلی هدیه‌ای به آن‌ها داد و آن‌ها امپراتور و امپراتریس هند شدند. او در هند به شکار پلنگ پرداخت. او شکارچی ماهری بود. در ۱۸ دسامبر ۱۹۱۳ او بیش از هزار قرقاول در شش ساعت شکار کرد.

### جنگ جهانی اول
در ۴ اوت ۱۹۱۴ جورج در دفتر خاطرات خود نوشت: "من در ساعت ۱۰:۴۵ جلسه‌ای برگزار کردم تا جنگ با آلمان را اعلام کنم. این یک فاجعه وحشتناک است اما این تقصیر ما نیست. … با امید خدا ممکن است به زودی پایان یابد. در ۱۹۱۴ تا ۱۹۱۸ بریتانیا درگیر جنگ با آلمان بود. در ۱۷ ژوئیه ۱۹۱۷، به دلیل احساسات ضد آلمانی، جرج پنجم نام خاندان را از نام آلمانی‌اش ساکس-کوبورگ به وینزر، که نام کاخی قدیمی در انگلستان بود، تغییر داد.

### مرگ
جنگ جهانی اول سلامت جورج را متضرر کرد، وی در ۲۸ اکتبر ۱۹۱۵ هنگامی که توسط اسب خود در یک بررسی نیروهای نظامی در فرانسه پرتاب شد، به شدت زخمی شد و سیگار کشیدن زیاد او مشکلات مکرر تنفسی را تشدید کرد. او از برونشیت مزمن رنج می‌برد. در سال ۱۹۲۵، با دستور پزشکان، وی با اکراه به یک سفر خصوصی تفریحی در دریای مدیترانه اعزام شد. این سومین سفر او به خارج از جنگ و آخرین سفر او بود. در نوامبر ۱۹۲۸، او به سختی به بیماری سپتیسمی مبتلا شد و برای دو سال بعدی پسرش ادوارد بسیاری از وظایف خود را به عهده گرفت. در سال ۱۹۲۹، پیشنهاد استراحت بیشتر در خارج از کشور «با زبانی کاملاً قوی» رد شد. در عوض، وی به مدت سه ماه در خانه کریگویل آلدویک در ساحل تفریحی بوگنور ساسکس بازنشسته شد.